# 呼松
呼松（よびまつ）は、岡山県倉敷市水島地域にある地区である。福田の南部から東部を占める。おおむねかつて存在した児島郡呼松村にあたる。

## 概要

### 呼松

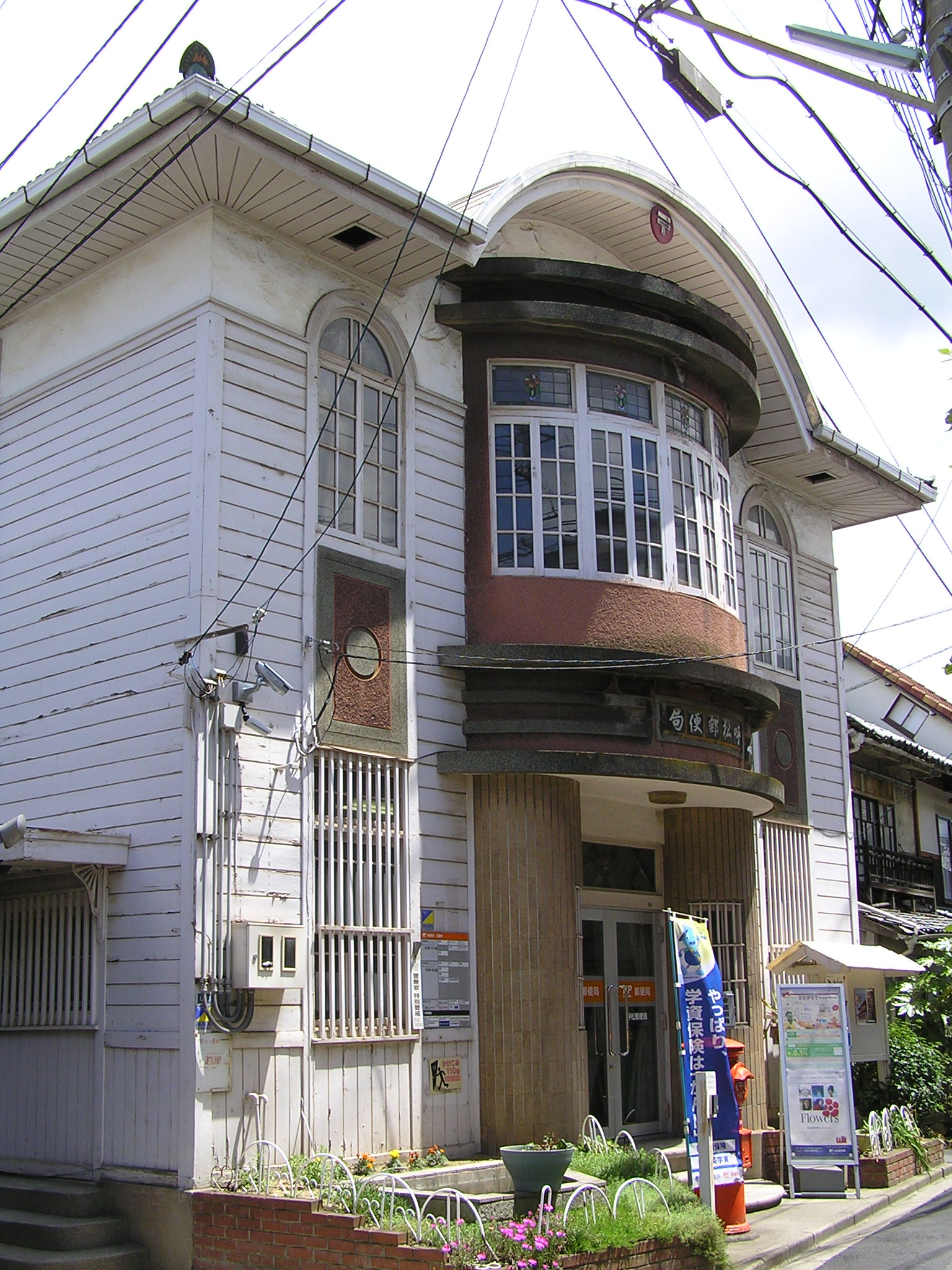
旧・呼松郵便局

福田南東部の鴨ヶ辻山西麓の海沿いにある呼松港を中心とした地区で、古くから釣漁と網漁が盛んな漁村であった。明治初期までの児島郡呼松村（よびまつそん）である。福田地域内でもっとも古い地区で、地名は、同市児島林の熊野権現勧請にまつわる伝説に由来するともいわれるが確かでない。
また、伝承では西の沖にあった王島（古くは大島とも。現在の王島山）からの移住者の集落が期限とされる。同島には、承久3年に頼仁親王が児島配流の際に寄留したとの伝承がある。
江戸時代は天城池田家の所領（天城領）で、水島灘に面する瀬戸内有数の漁港として知られ、タイ、サワラなどが名物であった。『吉備温故秘録』には、児島郡呼松村、海辺山寄の村で岡山まで13里半、陸路7里、田畑10町3反、家87軒、男女692人、船39艘、四季共に漁猟にて渡世す、とある。
慶長9年の検地帳では「よびいまつ」とあり、石高71石余り、田2町反余り、畑7町7反余り、屋敷地3反4畝余りとある。江戸期当初は備前岡山領であったが、宝永頃には岡山領家臣の天城池田家の領地となる。『備陽記』では、享保6年の田畑は10町3反余り、家数87軒、人口692人、船39艘とある。文化年間の『岡山藩領手鑑』によると当時の石高は91石余り、直高171石余りで天城領、田2町余り、畑8町3反余り、樋1ヶ所、井戸38ヶ所、石橋3ヶ所、育麦蔵1軒、家数136軒、人口1537人、寺1院（安楽院）、牛13頭、酒屋1軒、船大工・桶屋各1軒、船151艘、他に肥船16艘と記録がある。『備前記』では、漁業を渡世とし、ボラ網漁・サワラ網漁・アミ漁・イナ漁などを行い、冬には流モチで鴨を獲っていたされる。『藩法集』によれば、文政13年頃には西は芸州、東は大坂まで漁稼に出、また享保3年までは江戸表役人が西国筋に越した際に上りの加子役を務めていたとしている。
文政7年８月、石高111石余りの地で、田畑も少なく漁業を中心に渡世してきたが、家数130軒余り、人口1600余人という状態であったため、新株別家を願い出て、59軒が許可され、続いて弘化3年に191軒・1770人余りで42軒の新株別家が認められている。また、『撮要録』には鴨ヶ辻山は福江村・林村・広江村と接しているため、文政2年に山境論争が起こったとある。『風騒紀聞』には、慶応2年4月の備中騒動の長州第二騎兵隊逃走事件は、呼松村中を震撼させた。
明治8年、王島の帰属を巡り海を挟んで西側にあった松江村と対立したが、両村が合併して王島村（おうじまそん）となったが、農村の松江と漁村の呼松の折り合いがつかず同12年に分村した。
明治22年、呼松・広江の2村が合併し呼松村と新設、同22年6月1日に村制を実施し、当地に役場が置かれる。同37年4月に呼松・福田・福田新田の3村が合併し、新しい福田村（のち福田町）を成立する。
近代には、呼松西沖合が干拓・埋め立てされ水島工業地帯が造成され、呼松港は細長い水路状の入江（呼松水路）の奥に位置することになり、景観を一変した。
昭和中期には、水島工業地帯の公害問題が発生し、重油によるとみられる海上汚染による異臭魚問題、工場廃液による死魚の増加や魚族の減少により多くの漁場を失った他、埋立による港機能の縮小などもあいまって漁獲高は減少し、転廃業者が増加した。
なお、現在も呼松港は岡山県の管理漁港であり、現役である。

### 広江
福田東部にあり、南北に山に挟まれ東西に細長い形をして地区。種松山の南西麓で、鴨ヶ辻山野北麓にあたる。東へ向かい緩やかな傾斜地となっており、東に児島の郷内地区と隣接。西端は開けて平地となっており、福田や古新田の南部や東塚に隣接している。明治初期まで児島郡広江村（ひろえそん）と称した。
近世中期（嘉永5年）に福田新田（現在の北畝や東塚など）が干拓されるまでは、広江西部は水島灘に面していた。地名もこのとき地形に由来するとされる。
清田八幡神社の元和元年の上葺再興棟札に広江村の名がある。
江戸時代は天城領に属し、『吉備温故秘録』には、児島郡広江村、海辺山寄、田畑27町8反、家77軒、男女691人、池11ヶ所、船7艘とある。
『正保郷帳』では石高393石余り。『備陽記』では、享保6年の記録として田畑27町8反余り、池1ヶ所、家数77軒、人口691人、小漁船7軒とある。文化年間の『岡山藩領手鑑』によると、石高393石余り、直高587石余り、天城池田領とあり、田17町6反余り、池11ヶ所、樋14ヶ所、石橋1ヶ所、家数116軒、人口799人、神子家1軒、寺1院（持名院）、牛49頭、左官3軒、大工・木挽各2軒、鍛冶屋・桶屋・紺屋・傘張各1軒と記されている。
また、『備陽記』には猟浦とあって唐網でイナ・シクチなどを獲り、夏にハマグリを獲り砂に埋め節季に取りだし諸方へ売り出したとある。ハマグリは夏の内に近隣の連島で獲れたものを買い、磯に2~300石ほど埋め置いて寒中に取りだし、俵にして上方や近国へ正月用に売り出していたともされている。浜辺は東風のときに14~5艘の船が出船した。また、浜辺は天城領の殺生留場で、文政6年に赤崎村の者が鶴を拾い帰ったために、当人と村役人が追い込みになった。また、『撮要録』には同2年に呼松村との境界論争があった記録が残る。
明治11年、広江・呼松の2村が合併し呼松村を新設、同22年6月1日に村制を実施を経て、同37年4月に呼松・福田・福田新田の3村が合併し、新しい福田村（のち福田町）を成立する。
水島工業地帯の活況による水島の市街化に伴い、高度経済成長期以降、当地の南北の山麓を中心に大規模な社宅や新興住宅団地が造成され人口が激増。また地区を東西に、岡山・早島・茶屋町方面と水島中心部を結ぶ幹線道路（国道430号・県道62号）が通過、西端部を南北に倉敷中心部と児島方面を結ぶ幹線道路（国道430号、県道274号）が通過、両大型幹線道路が地区西端部で交差（広江1丁目交差点）、また郷内との境界付近には瀬戸大橋開通に伴う水島インターチェンジの造成などし、広江は交通の要衝となり、西部を中心に道路沿いには郊外型店舗も多く見えるようなった。
『備前記』に、平安時代末期の藤戸の戦いの際、当時の当地西部の海浜から平行盛が乗船し水島へ落ち延びたという伝承がある。
史跡として、明治17年8月25日に発生した大海嘯により死亡した福田村民650人余りの慰霊碑である千人塚が当地2丁目の丘陵にある。

## 学区
小学校区
全域が第三福田小学校区。
中学校区
全域が福田南中学校区。

## 地勢
山岳
- 鴨ヶ辻山
- 山王山
- 城山

河川
- 八間川

## 主要施設
行政施設
- 呼松交番 - 呼松1
- 広江交番 - 広江3

教育・保育施設
- 倉敷市立第三福田小学校 - 広江1
- 倉敷市立第三保育園 - 呼松1
- 真言保育園 - 呼松2
- 弘江保育園 - 広江5

郵便局
- 倉敷福田郵便局 - 広江1
- 倉敷広江郵便局 - 広江3

金融機関
- 中国銀行 広江支店 - 広江1
- 水島信用金庫 広江支店 - 広江1

企業事業所
- フカイ - 広江2
- JFE西日本研修所 - 広江4

商店
- ハローズ 広江店 - 広江1
- ニシナ・フードバスケット 広江店 - 広江6
- しまむら 広江店 - 広江8
- トヨタカローラ - 広江8

娯楽施設
- みのるゴルフ水島 - 広江8
- 広江ゴルフセンター 広江7
- 福田東スポーツ広場 - 呼松3

神社仏閣
- 万蔵庵 - 臨済宗、呼松
- 持命院 - 真言宗、広江
- 八幡神社 - 呼松
- 天石門保久羅神社 - 広江
- 白城神社 - 広江
- 石洞神社 - 広江

他
- 福田パークハイツ - 広江2
- 三菱化学住宅 - 広江3
- 川鉄アパート - 広江4
- コスモタウン広江 - 広江7
- 雇用促進住宅 - 広江7
- 広陽ヒルズ - 広江8

## 名所・旧跡
- 千人塚 - 広江

## 交通
道路
- 国道430号
- 岡山県道62号玉野福田線
- 岡山県道393号鷲羽山公園線
- 岡山県道428号倉敷西環状線

鉄道
- 下津井電鉄線（1972年廃止）
  - 福田駅（所在地は広江に隣接する福江）